# Jakub Vojtuš
Jakub Vojtuš (* 22. října 1993 Spišská Nová Ves) je slovenský fotbalový útočník, v současnosti hráč klubu ?. Jeho fotbalovými vzory jsou Cristiano Ronaldo a Samuel Eto'o, oblíbeným klubem Manchester United FC. Mimo Slovensko působil na klubové úrovni v Itálii, Chorvatsku, Portugalsku, Rumunsku a Polsku.

## Klubová kariéra
Rodák z obce Harichovce u města Spišská Nová Ves začínal s fotbalem v místním klubu FK Spišská Nová Ves. Ve věku 13 let přestoupil do prvoligového klubu MŠK Žilina, kde debutoval v A-týmu o dva roky později v přípravném zápase. V Corgoň lize debutoval ve věku 16 let a dvou dní.
Začátkem roku 2010 jej získal italský Inter Milan, kde hrával v mládežnickém a rezervním týmu. Sešel se zde s českým hráčem Markem Kyselou. Od ledna do června 2011 hostoval v AC Chievo (opět v mládežnickém týmu). V létě 2012 odešel na roční hostování do chorvatského klubu NK Záhřeb, kde začal sbírat zkušenosti v mužském fotbale.
V srpnu 2013 byl na testech v portugalském prvoligovém klubu SC Olhanense vedeného trenérem a bývalým známým portugalským obráncem Abelem Xavierem. Testy dopadly úspěšně a Vojtuš získal nové angažmá. Na konci sezóny 2013/14 klub sestoupil do portugalské druhé ligy a Vojtuš se vrátil na Slovensko, kde trénoval v klubu MŠK Žilina.
V září 2014 byl na testech v FC Baník Ostrava a v zimní ligové přestávce 2014/15 v polském klubu Cracovia. Žádné z nich mu nevynesly nabídku angažmá.

V únoru 2015 podepsal kontrakt na rok a půl s opcí na roční prodloužení s klubem FC Spartak Trnava. Na jaře 2016 působil v Rumunsku v týmu FC Universitatea Cluj a v létě 2016 přestoupil do polského druholigového mužstva Miedź Legnica.

## Reprezentační kariéra
Vojtuš je mládežnickým reprezentantem Slovenska, nastoupil ve všech věkových kategoriích. Ve výběru do 19 let debutoval začátkem září 2010 proti domácí Anglii (prohra 0:2), nastoupil na závěrečných 25 minut místo Milana Lalkoviče. Reprezentační kouč slovenské jedenadvacítky Ivan Galád jej nominoval do kádru v závěru kvalifikace na Mistrovství Evropy hráčů do 21 let 2013 v Izraeli, ve které se Slovensko probojovalo do baráže proti Nizozemsku. Vojtuš nastoupil v obou zápasech, které skončily shodnými prohrami slovenského týmu 0:2.

## Rodina
Jeho otec byl fotbalovým brankářem, jeho děda Oliver Čík byl obráncem a později trenérem mládeže.